# Свети Димитър (Битоля)
Вижте пояснителната страница за други значения на Свети Димитър.
„Свети Великомъченик Димитър“ или „Свети Димитрий“ (на македонска литературна норма: „Свети Димитар“, „Свети Димитриј“) е възрожденска православна църква в Битоля, Северна Македония, катедрала на Преспанско-Пелагонийската епархия на Македонската православна църква.

## История
Изградена е в 1830 година само за четири месеца на мястото на стар параклис. Според Асен Василиев, въпреки че няма запазени надписи или други сведения за авторството на църквата, тя е дело на дебърския род Рензови. Камбанарията е изградена в 1936 година. Построена е с дарения от отделни местни търговци и еснафите в града. След създаването на Българската екзархия в 1870 година, българска катедерална църква става „Рождество Богородично“, а „Свети Димитър“ продължава да бъде катедрала на епархията на Вселенската патриаршия.

## Описание
В архитектурно отношение църквата представлява трикорабна базилика със странични галерии. Вкопана е 1 m, за да не надвишава околните джамии. Площта на храма е около 650 m2. Колонадата на наркетса поддържа галерията на втория етаж и завършва с параклис на изток. Балконът на галерията заема ширината срещу средния кораб и завършва с балдахин. Колоните са с капители, върху които стъпват арките на полуцилиндричния таван на средния кораб. Таваните на страничните кораби са плоски.
Целият иконостас е изработен в позлатена резба от неизвестни резбари. Царската икона на Исус Христос и празничните „Въведение Богородично“, „Кръщение Христово“, „Влизане в Йерусалим“, „Разпятие“, „Петдесетница“ и „Отричане на Тома“, датирани около 1730 година, са на Давид Селеница, днес в Музея на Македония в Скопие. На иконостаса има икони от 1842 година дело на Михаил Анагност и сина му Николай Михайлов. Забележителни са и владишкият трон и стъклените полилеи.
В 2005 година консерваторите от Битолския институт и музей и Института за защита на паметниците на културата откриват дотогава непозната фреска на Иисус Вседържител. Фреската е в централния дял от свода на църквата, който повече от век е покрит от саждите на изгорели свещи.